# Anton Marik
Anton Marik (* 1940 in Wien) ist ein österreichischer Dirigent.

## Ausbildung
Marik war seit seinem 8. Lebensjahr Mitglied bei den Wiener Sängerknaben und erhielt dort seine musikalische Grundausbildung. Nach dem Abschluss des Humanistischen Gymnasiums studierte er an der Wiener Akademie der bildenden Künste die Fächer Dirigieren (unter anderem bei Hans Swarowsky), Komposition und Orgel. Schon während seines Studiums betätigte Marik sich als Klavierbegleiter von Solisten der Wiener Staatsoper und der Wiener Philharmoniker und sammelte erste Erfahrungen als Chor- und Orchesterleiter.

## Engagements
Marik begann seine Karriere 1965 als Chefdirigent der Wiener Eisrevue. Seine ersten Theaterengagements führten ihn an das Stadttheater Klagenfurt und das Landestheater Linz, wo er vom Solorepetitor zum Chordirektor und schließlich zum Ersten Kapellmeister aufstieg. 1975 trat er eine Stelle als Erster Kapellmeister am Theater Bielefeld an, ging anschließend in dieser Funktion an das Staatstheater Kassel, ehe er von 1985 bis 1989 die gleiche Tätigkeit bei den Dortmunder Philharmonikern ausübte. Es folgte eine Beschäftigung als GMD am Theater der Stadt Heidelberg, bis Marik 1994 nach Dortmund zurückkehrte, wo er zunächst zum stellvertretenden GMD und ab 1996 zum GMD der Stadt Dortmund ernannt wurde. Von August 2001 bis Juli 2004 wirkte er als Chefdirigent beim WDR Rundfunkchor Köln in Köln. Darauf war er bis 2009 Musikdirektor des Theaters Koblenz.
Zudem erhielt Marik zahlreiche Engagements als Gastdirigent im In- und Ausland, beteiligte sich an CD-Einspielungen und Aufnahmen für diverse Rundfunkanstalten und wirkte bei zahlreichen Festivals mit, wie dem Internationalen Brahms-Festival in Mailand, dem Beethoven-Festival in Budapest und den Koblenzer Festungsspielen auf der Festung Ehrenbreitstein.